# Zaca A Te Moana (yacht)
Le yacht Zaca A Te Moana est une goélette à voiles auriques  construite en 1992 à Ouderkerk-sur-l'Amstel, aux Pays-Bas. L'architecte naval est Olivier Van Meer, et l'architecte d’intérieur est Ed Kastelein.

## Le navire

### Dimensions
Il a une longueur bout à bout de 43,8 mètres, 7,2 mètres de large et a un tirant d’eau de 4,3 mètres. Bénéficiant d'une surface de voile de 815 m², il peut atteindre une vitesse de croisière de 8 nœuds, et 11 nœuds en vitesse maximale. 
Sa jauge brute de 175 tonnes est due à sa coque en acier, ce qui lui offre une structure solide et résistante, le pont et toute la superstructure sont en teck. Niveau mécanique, ce voilier est doté d'un moteur Rolls Royce 8 cylindres (300 cv).

### Le concept Zaca
L'architecture du yacht est basée sur le voilier Zaca, propriété de l'acteur Errol Flynn, construit en 1930. Il est enregistré à Jersey et Saint-Hélier est son port d’attache.Il fut restauré dans les années 80 et parade de nos jours en Méditerranée dans le port de Monaco.  Zaca A Te Moana est pour ainsi dire son petit frère en âge, mais plus grand en taille.  

### Activité du navire
Ce yacht est avant tout un navire de luxe pouvant accueillir jusqu'à 12 personnes à bord, en plus des 8 membres d'équipage nécessaires. Après avoir navigué dans les Caraïbes, il est amarré en 2015 à Zeebruges, au port de plaisance du Royal Belgian Sailing Club (RBSC).
Jusqu'en 2015 ce yacht personnel naviguait encore régulièrement dans les Caraïbes où il a participé à la St.Martin Classic Regatta   et aussi en Méditerranée, avec un équipage de 4 fixes et 4 "occasionnels". À l’époque, il était prévu que ce voilier devait partir pour Anvers pour une rénovation poussée au quai 138 : seule la carlingue, les mâts et le cordage allaient rester d’origine, tout le reste devait être réaménagé pour ne laisser place qu’à 5 cabines, afin d’augmenter le confort à bord. Depuis lors, il est amarré dans le port de plaisance d'Anvers.